# Grundig Akademie für Wirtschaft und Technik gemeinnützige Stiftung
Die Grundig Akademie für Wirtschaft und Technik wurde 1978 als gemeinnützige Stiftung von Max Grundig in Nürnberg gegründet. Der Zweck ist die berufliche Weiterbildung.
In den Anfangsjahren war die staatlich anerkannte Fachschule für Technik mit ihren Fachrichtungen Elektrotechnik, Maschinenbau, Bautechnik sowie Heizungs-, Lüftungs- und Klimatechnik das wesentliche Feld der beruflichen Qualifizierung. Nach der Wiedervereinigung wurde 1991 in Gera, der Partnerstadt von Nürnberg, eine Niederlassung eröffnet. Diese bietet neben der Fachschule eine Höhere Berufsfachschule sowie Weiterbildung zu verschiedenen anderen Themenbereichen.
In den Jahren nach 1990 wurde systematisch das Bildungsangebot erweitert. Heute werden Weiterbildungen zu den Themen Technik, Management, Betriebswirtschaftslehre, IT und Mediendesign angeboten. Die Qualifizierung erfolgt in Tagesseminaren, berufsbegleitend in den Abendstunden oder am Wochenende sowie in Form von Fernunterricht und E-Learning. Ein weiteres wichtiges Geschäftsfeld ist die spezifisch an die Bedürfnisse von Unternehmen angepasste Qualifizierung von Mitarbeitern aus Unternehmen und Organisationen.

## Grundig Akademie Gruppe
Um stärker mit dem aktuellen Wissenschaftsbetrieb im Kontakt zu sein, wurde 1997 eine Mehrheitsbeteiligung an der WiSo-Führungskräfte-Akademie erworben, einem An-Institut der Friedrich-Alexander-Universität Erlangen-Nürnberg. Im Jahr 2004 wurde die Grundig-Akademie-Gruppe um zwei weitere Weiterbildungsunternehmen erweitert. Die Top Business AG, die ehemalige Philips Akademie, mit Standorten in Nürnberg und Hamburg mit den Schwerpunkten Telekommunikation, Organisationsentwicklung und Personalentwicklung sowie das Institut für Integration (ifi) in Nürnberg. Die berufliche Qualifizierung in Form von eigens konzipierten Entwicklungsprogrammen für Mitarbeiter, längerfristigen umfassenden Weiterbildungen und Seminaren für Geschäfts- und Privatkunden sind heute die wichtigsten Geschäftsfelder der Grundig-Akademie-Gruppe.